# Рига
Рига (лет. Rīga, ливон. Rīgõ) је главни град и највеће градско насеље Летоније. Град се налази се близу ушћа реке Даугаве у Балтичко море. Град Рига чини и засебну општину у Летонији.
Рига је највећи град у балтичким земљама и служи као главно културно, образовно, политичко, финансијско, комерцијално и индустријско средиште овог дела Балтика. Стари град Риге налази се на Унесковој листи светске баштине, јер има највећу „збирку“ грађевина у стилу сецесије („југендстила“) у Европи.
Рига је 2014. године европска престоница културе.

## Географија
Град Рига се развио на стратешки добром месту, у близини (око 10 km) ушћа реке Даугаве или Западне Двине у Ришки залив, део Балтичког мора. Град се данас налази на идеалном положају, у средишту државе и на месту где се спајају историјске покрајине Летоније.
Предео око града је равничарски и мочваран. Око града постоје и многа мала језера ледничког порекла, данас често у склопу великих градских паркова.

### Клима
Клима је под утицајем близине мора. Самим тим она је блага и влажна. Лета су прохладна и облачна. Зиме су топле и просечна јануарска температура је — 4,7 °C. У просеку годишње око 40% дана је облачно.

## Историја
Рига се налази на месту античке насеобине Лива, старог финског племена, на ушћу река Западне Двине и Ридзене. Ридзене је била позната као Река Рига и у једном тренутку је формирала Језеро Рига али данас не постоје ни једно ни друго. Највероватније Рига је добила име по овој реци.
Темељи модерне Риге постављени су у време немачких трговаца и крсташа који су долазили у Летонију крајем XII века углавном привучени растућим бројем становника који су пружали нове прилике и људима који још увек нису примили хришћанство. Немачки трговци су основали испоставе за трговину у регији близу насеобине Лива близу Риге 1158. године нове ере. Аугустински калуђер Мајнхард саградио је први манастир 1190.
Бискуп Алберт дошао је у Ригу 1201. са 23 брода и више од 1500 наоружаних крсташа. Тим чином Рига постаје бискупија и званично је постаје главни град подручја под бискупијом 1201. Основао је друштво Ливонско братство мача. Исте године Риги је дао статус града. Успео је да преобрати краља Лива, Каупа од Тураиде, у хришћанство. Рига је заједно са Ливонијом и Пруском пала под власт Светог римског царства. Убрзо, за време Мартина Лутера, преобраћују се у протестанте.
Рига је служила као капија за трговину балтичких племена и Русије. Рига је 1282. постала члан ханзеатске лиге. Ханза се развила из удружења трговаца у трговинско-политичку унију градова и места Северне Немачке и Балтика. Због своје политике која је фаворизовала немачке чланице, ханзеатска лига се показала као веома успешна. Њен утицај опада крајем XIV века након што су Литванија и Летонија ступиле у савез као и земље Скандинавије. Ипак Ханза је била кључан фактор економске и политичке стабилности Риге.

### Савремена историја
Почетак 20. века донео је Први светски рат и утицај револуције у Русији на Ригу. Немачка војска ушла је у Ригу 1917. Године 1918, потписан је споразум којим су балтичке земље дате Немачкој. Ипак Немачка је, као и Русија, била у обавези да дозволи свим земљама право на независност.
Након више од 700 година стране окупације, Летонија је, са Ригом као главним градом, објавила независност 18. новембра 1918.
Током два светска рата Рига и Летонија су се од Русије окренуле ка западним земљама. Установљен је демократски, парламентарни систем са председником. Летонски језик је признат као званични језик. Летонија је примљена у Друштво народа. Уједињено Краљевство и Немачка су замениле Русију као главни трговински партнери. Први премијер Летоније Карлис Улманис студирао је на пољопривредном факултету и радио на Универзитету у Небрасци у САД.
Рига је описивана као устрептао, велики и импозантан град који је од својих посетилаца добио назив Париз истока.
Међутим, овај период препорода је био кратког даха; након Другог светског рата уследила је совјетска окупација 1940. године, затим немачка окупација 1941—1944. и поновна совјетска окупација пред крај рата. Балтички Немци насилно су протерани назад у Немачку након 700 година у Риги. Стотине хиљада Летонаца нестало је а хиљаде су емигрирале у разне земље света. Летонија је изгубила трећину популације.
Совјетска окупација након рата обележена је протеривањима у Сибир, снажном индустријализацијом и планираном имиграцијом великог броја не-Летонаца у Ригу, углавном Руса. До 1975. године, 40% становника Риге били су Летонци (тај проценат је порастао након проглашења последње независности).
Горбачовљеве политичке и економске реформе крајем 1980-их (Перестројка), довеле су до ситуације у којој су многе совјетске републике, укључујући Летонију, могле да поврате слободу и независност. Летонија је објавила независност 21. августа 1991, а Русија ју је признала у септембру исте године. Летонија је званично приступила Уједињеним нацијама 17. септембра 1991. Све руске војне снаге напустиле су земљу између 1992. и 1994.
Рига је 2001. прославила 800 година постојања. Летонија је приступила НАТО-у 29. марта 2004. а Европској унији 1. маја исте године.

## Становништво
Рига  је са својих 605.802 становника била највећи град у балтичкој регији. Пошто се број становника смањивао са око 900.000 (1991), Рига је по броју становника пала на друго место, а њену позицију заузео је Вилњус. Летонци чине 47,4%, Руси чине 35,7%, Белоруси 3,6%, Украјинци 3,5%, Пољаци 1,7%, док је 8,2% припадало другим националностима. Примера ради 63% становника Летоније су Летонци, 24,2% су Руси, 3,1% Белоруси, 2,2% Украјинци, 1,9% Пољаци, 1,1% Литванци а преосталих 3,5% наведени су као остали. Већина Летонаца су протестанти, док Руси припадају православној цркви.

## Управна подела града
Подељена је на 6 административних јединица: Центар, Курземе, Зиемељу, Латгале, Видземе и Земгале.

## Привреда
Пословни и приватни туризам последњих година доживео је пораст због поправљања туристичке и трговинске инфраструктуре. Рига је лучки град и саобраћајни центар. Већина туриста у Ригу долази преко међународног аеродром у Риги који је и највећи аеродром у балтичким земљама. Аеродром је реновиран и модернизован 2001. у склопу прославе 800 година Риге.
Већина финансијских институција Летоније налази се у Риги укључујући и Централну Банку Летоније. Панбалтичка банка — Хансабанка направила је зграду-седиште у Риги и то је највиша грађевина после ТВ торња. Трговинска размена је у сталном порасту последњих година а највише инвестиција дошло је након уласка Летоније у Европску унију 2004. Рига носи више од половине индустрије Летоније а највише у економском, прехрамбеном, сектору услуга, фармацији, преради дрвета, штампи, текстилној и телекомуникационој индустрији. Градска лука је веома важан карго центар.

## Знаменитости
Највећи број знаменитости града је у старом делу који је под међународном заштитом. Стари град назива се Вецрига. Највеће излетиште становника Риге је Јурмала обалски градић са великом плажом. Атракција Јурмале су дрвене куће грађене у стилу сецесије. Налази се на 40 минута од Риге.
Знаменитости старог града
- Ришки замак
- Црква светог Петра
- Велики и Мали еснафски дом
- Три брата
- Кућа Црноглавих
- Ришка катедрала
- Барутна Кула
- Академија наука
- Опера
- Катедрала Свете Марије
- Централна пијаца
- Сат Лајма
- Шведска капија
- Црква Александра Невског

Знаменитости новог града
- ТВ торањ у Риги (поред авалског, једини ТВ торањ са троножном основом)
- Споменик слободе
- Саулес Акменс (највиши облакодер)

## Архитектура

### Стара Рига
Стара Рига је историјски и географски центар Риге. Налази се на десној обали Даугаве. Обухвата релативно мали систем унутрашњег утврђења саграђеног између 13. и 18. века. Ту се налазе средњовековни споменици архитектуре. У овом делу Риге налази се највећи број знаменитости од којих је свакако најпознатија Црква светог Петра.

### Сецесија
Грађевине у стилу сецесије право су обележје Риге и довеле су је на листу светске баштине. У Риги овај стил се зове Арт Нуво јер инспирацију налази у Француској за разлику од Србије где овај стил долази из Аустије тј. Беча под називом сецесија. Још један од назива је југендштил.
Овај стил, који означава и све друге правце уметности са краја 19. и почетка 20. века, доминирао је у Риги кратко али је оставио веома много квалитетних грађевина. Ово се догађало у периоду градње високих стамбених зграда. Сецесија се развија из претходних стилова, највише еклектичног стила. Као контраст сецесија дозвољава потпуну уметничку слободу, експресионистичко деловање као и тенденција ка давању уметничке вредности сваком елементу градње. Карактеристике сецесије — криве линије, геометријски орнаменти — подељени су на два главна правца у Риги: декоративни и национално-романтичарски. Летонске архитекте, представници национално-романтичарског смера су били Лојбе, Пекшенс, Ванагс (који је саградио јединствене примере ове школе у улицама Тербатас и Бривибас). Најкарактеристичније грађевине овог стила налазе се у Албертовој улици и градио их је Ајзенштајн.

#### Албертова улица
Албертова улица први пут се спомиње 1900. године, а назив добија по историјском оснивачу Риге, Бискупу Алберту. Недуго затим почела је планска градња која је створила неке од највећих и најлепших зграда направљених у стилу сецесије.
На почетку 20. века, Рига је била културни и трговински центар који је могао да се носи са ривалима из западне Европе. Ове зграде нису осликавале само устрепталост и амбиције Риге, већ и снагу њених архитеката на челу са Михаелом Ајзенштајном (оцем познатог режисера Сергеја Ајзенштајна).
Многи величанствени примери југендштила нестали су током Другог светског рата у Немачкој. И заиста, неко време чинило се да је та цела ера у архитектури заборављена.
Албертова улица такође нестаје из свести становништва је 1941. Совјети мењају назив у улицу Фрица Гајла, комунистичког активисте. Према совјетској литератури он је бачен са прозора у броју 13. Немачки окупатори дају јој име улица Холандера. Ни до дан данас није јасно на кога се овај назив односио али се претпоставља да су у питању академици Алберт и Бернард. Када су се Немци повукли, а Совјети поново извршили окупацију назив Фрица Гајла се враћа а назив Албертова улица пада у заборав. Годину дана пре проглашења независности, 1990. враћен је стари назив.

### Дрвена архитектура
Архитектура дрвених зграда игра изузетно важну улогу у урбаној средини Риге. За разлику од других европских градова у Риги се овај правац развија скоро до Другог светског рата. За узврат Летонија није искусила талас модернизма који је прошао кроз западну Европу током 60-их и 70-их. Како је време пролазило све мање људи желело је да живи у дрвеним кућама. Међутим у последње време број људи који желе да их реновирају и живе у њима је у порасту.
Индивидуалне зграде из 18. века у улици Даугавривас као и блокови Клеисту, Хартмана, Нордеку и Депкина су очувани. А такође су очуване и куће рибара и бродара изграђене почетком 19. века које су такође споменици народне архитектуре. Раст у погледу саграђених дрвених кућа јавља се у другој половини 19. века и почетком 20.
Такође многи летонски архитекти започели су своје деловање у то време; њихов рад, заједно са достигнућима страних архитеката дефинисао је слику града. Многи унутрашњи детаљи такође су сачувани као што су степенице или ентеријери станова. Велика већина ових грађевина одлично је очувана. Таква архитектура је јединствени феномен Риге и не може се срести на другим местима.

### Булеварски круг
Средином 19. века камене утврде града су постале морално непотребне и спречавале су даљи развој. Руске власти су 1856. поништиле статус ових зидова и наредиле уклањање. Као резултат овога појављује се празан простор на њиховом месту. Архитекте Фелско и Дице развили су идеју за побољшање овог дела града.
Отприлике 300 до 400 m земље покривене украсним зеленилом, парком и градским каналом је створено. Касније је ово подручје проширено додавањем Верманес башти и постављањем булеварских трака од липовог цвећа. Зграде од националне важности су саграђене у овом крају. Данас је ово права оаза за метрополу 21. века.

## Култура
У Риги се налази много институција вишег и високог образовања укључујући и Универзитет Летоније, Технички Универзитет, Универзитет Страдинш (бивша медицинска академија) и Стокхолмска Економска Школа. Летонски парламент, Саеима, налази се у Риги а резиденција председника налази се у самом Ришком замку.
Овде се налази Национална библиотека Летоније.

## Познати људи повезани са Ригом
- Михаил Баришњиков — познати играч и глумац
- Исаија Берлин — филозоф и академик
- Сергеј Ајзенштајн — руски режисер
- Хајнц Ерхарт — немачки комичар
- Јохан Готфрид фон Хердер — немачки песник, критичар, теолог, филозоф и отац етничког национализма
- Лајла Фрејвалдс — шведска министарка иностраних послова
- Артурс Ирбе — хокејаш (голман)
- Сергеј Жолток — хокејаш (центарфор)
- Михаил Таљ — шахиста

## Партнерски градови
- Тајпеј
- Кале
- Олборг
- Алмати
- Нур Султан
- Бремен
- Кернс
- Талин
- Тарту
- Кијев
- Фиренца
- Слау
- Аликанте
- Амстердам
- Денкерк
- Бордо
- Кобе
- Москва
- Далас
- Минск
- Норћепинг
- Пекинг
- Росток
- Санкт Петербург
- Сантијаго де Чиле
- Стокхолм
- Суџоу
- Вилњус
- Варшава
- Гвам
- Paita
- Пори